# Planodes longemaculata
Planodes longemaculata là một loài bọ cánh cứng trong họ Cerambycidae.